# Дурова, Тереза Васильевна
Тере́за Васи́льевна Ду́рова (5 сентября 1926, Воронеж, РСФСР — 28 июля 2012, Москва, Российская Федерация) — советская и российская цирковая артистка, дрессировщица, народная артистка РСФСР (1980).

## Биография
Родилась в доме своего деда — знаменитого циркового артиста Анатолия Леонидовича Дурова (ныне — в этом доме открыт музей А. Л. Дурова).
С 1947 года вместе с младшим братом Анатолием выступала со смешанной группой животных. Затем, несмотря на небольшой рост, — 150 сантиметров — стала дрессировщицей слонов. Среди её подопечных были также верблюды, кенгуру, пони, обезьяны, медведи и другие животные.
Была артисткой Российской государственной цирковой компании Росгосцирк. Создала более десяти цирковых номеров, четыре из которых стали золотыми и серебряными лауреатами одного из самых престижных международных конкурсов — парижского «Цирка завтрашнего дня».

Оставила цирковую арену в октябре 2003 году, после смерти любимой слонихи Монри.
Тереза Васильевна Дурова говорила:
Животных никогда нельзя наказывать, а тем более — бить. Главные принципы дрессировки — это доброта, ласка и поощрение.
13 апреля 2003 года, имя Т. В. Дуровой было присвоено Пензенскому цирку и он стал именоваться: «Пензенский ордена „Знак Почёта“ государственный цирк им. Народной артистки РСФСР Терезы Дуровой.»
Тереза Васильевна Дурова умерла 29 июля на 86-м году жизни. Церемония отпевания прошла 31 июля 2012 года в храме Рождества Пресвятой Богородицы, а затем дрессировщицу похоронили на Владыкинском кладбище Москвы.

### Семья
Дочь Тереза Ганнибаловна Дурова

## Награды и звания
- Орден Почёта (13 марта 2002) — за многолетнюю плодотворную деятельность в области культуры и искусства, большой вклад в укрепление дружбы и сотрудничества между народами[3].
- Орден Дружбы (17 декабря 1994) — за заслуги перед народом, связанные с развитием российской государственности, достижениями в труде, науке, культуре, искусстве, укреплением дружбы и сотрудничества между народами[4].
- Народный артист РСФСР (14 февраля 1980).
- Заслуженный артист РСФСР (30 сентября 1969).